# Klostermühle (Alexisbad)

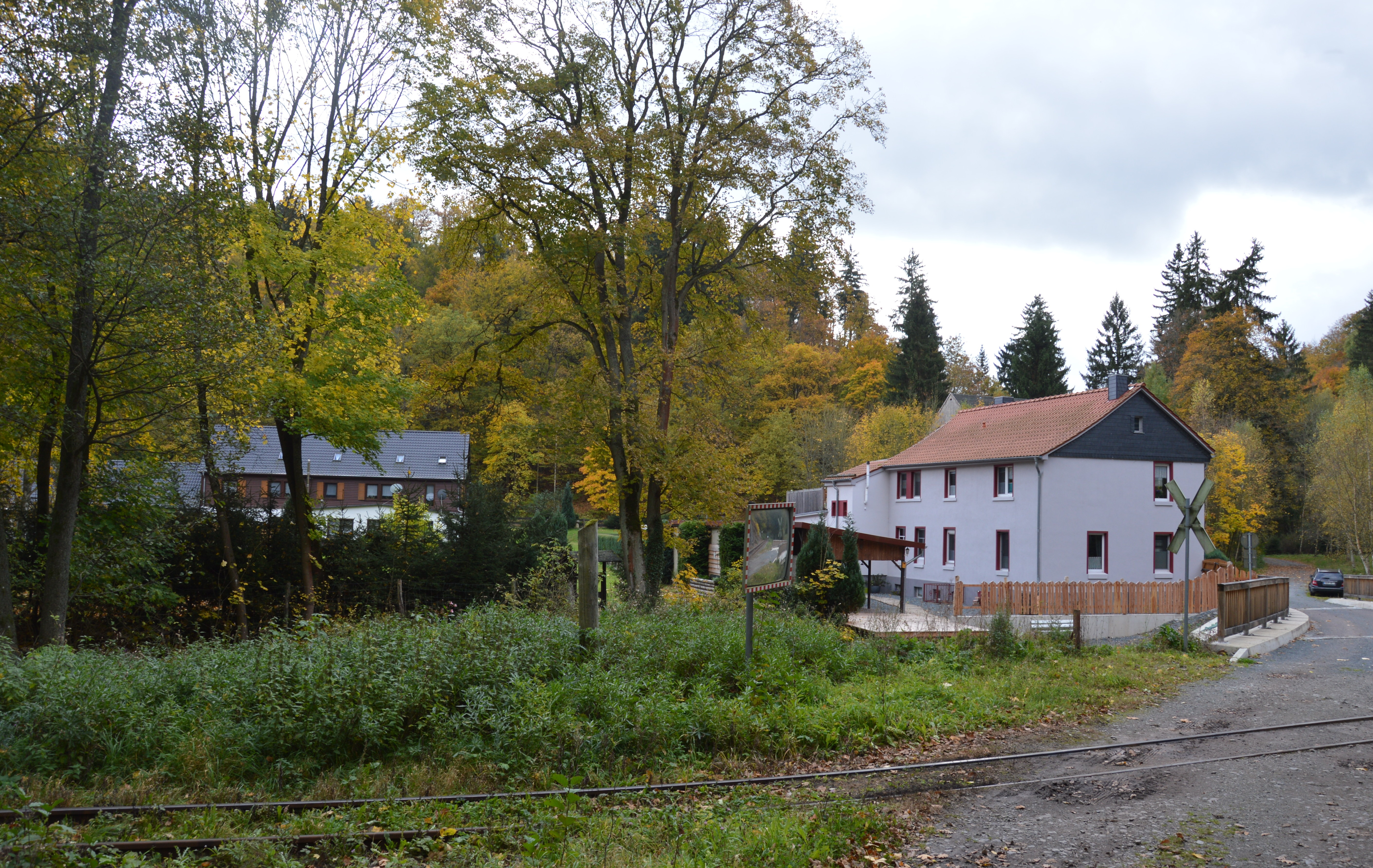
Blick vom Friedenstal auf Klostermühle

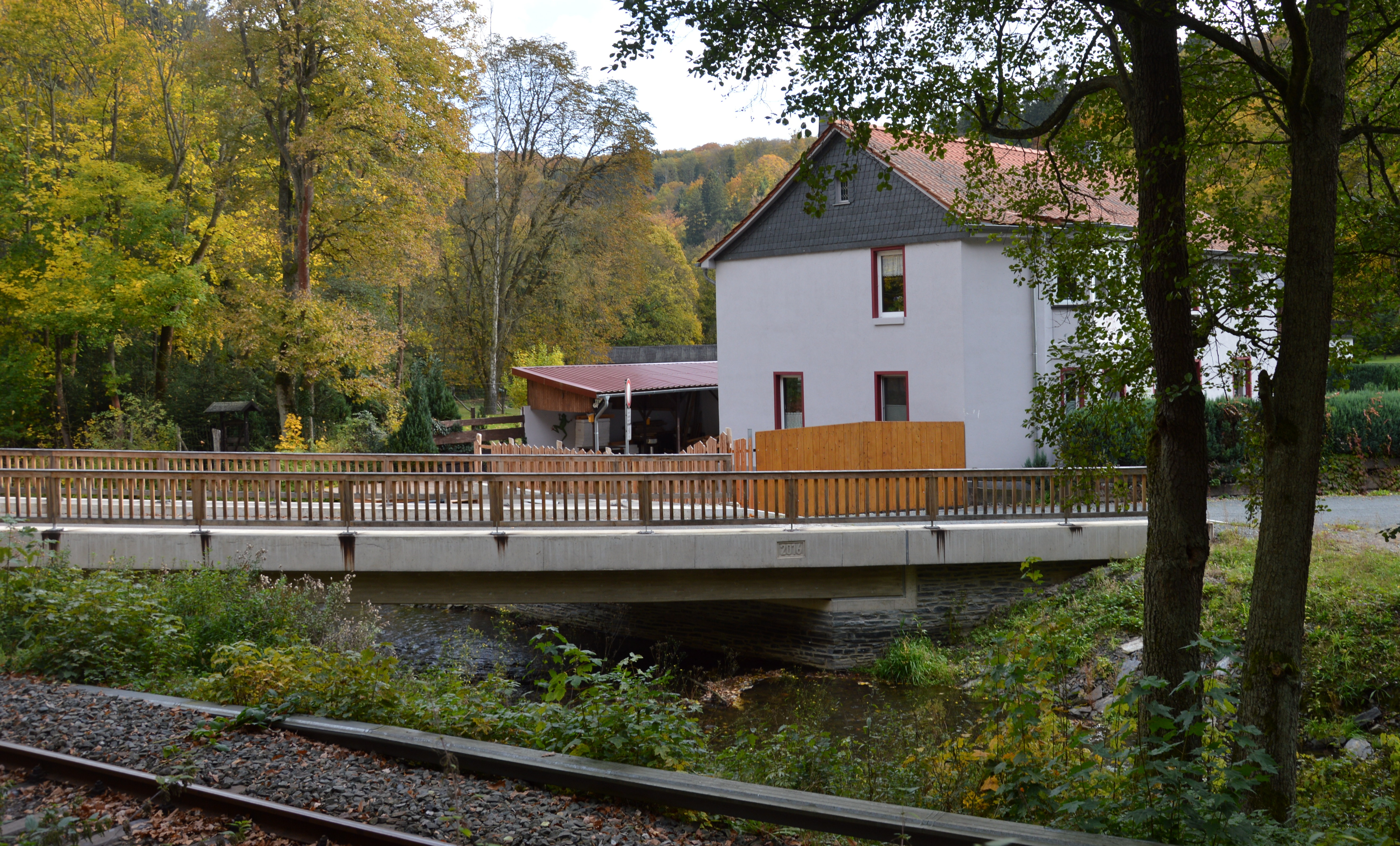
Brücke über die Selke, 2017

Klostermühle ist ein Wohnplatz des zur Stadt Harzgerode gehörenden Ortsteils Alexisbad im sachsen-anhaltischen Landkreis Harz.

## Lage
Klostermühle liegt im Harz nördlich von Alexisbad. Unmittelbar südlich der Klostermühle verläuft die Bundesstraße 242 zwischen Alexisbad und Mägdesprung. Nördlich fließt die Selke an deren rechten Ufer Klostermühle liegt. Parallel zur Selke verläuft die Strecke der Selketalbahn, an der von 1888 bis 1892 auch ein Haltepunkt bestand. Unmittelbar nördlich der Ortslage mündet der Friedenstalbach in die Selke.

## Geschichte
983 wurde unter den Besitzungen des Klosters Nienburg der Benediktiner Hagananrothe (Hagenrode) genannt. 1179 nahm Papst Alexander III. Kloster Hagenrode als Filialkloster Nienburgs unter seinen Schutz und bestätigte seinen Besitz, zu dem auch Mühlen gehörten. Darunter befand sich eine Mühle direkt im Klosterareal, später als die Klostermühle bezeichnet, und eine zweite ebenfalls als Wassermühle an der Selke nur einige hundert Meter weiter oberhalb gelegen. Nach kurzer Blütezeit gerieten die Anlagen des kleinen Klosters in Verfall, der durch Plünderung im Bauernkrieg noch beschleunigt wurde. Aus dem Jahr 1575 ist überliefert, dass der Harzgeroder Rat für 12 Silbergroschen den Knauf vom Kirchturm herabholen ließ. Ein im Umfeld des Klosters entstandenes Dorf fiel ebenfalls wüst. Am Ort wurde jedoch die Klostermühle bis weit in das 19. Jahrhundert weitergeführt. Noch bis zur Mitte des 19. Jahrhunderts waren Reste der Klosterruine vorhanden. Zur Mühle gehörte das nicht mehr vorhandene Ulrikenwehr. Als Rest der Stauanlage ist der mit einem Durchbruch versehene Adolphfelsen erhalten. 1870 wurden Steine der abgerissenen Ruine für die Grundmauern des neu errichteten Hotels zur Klostermühle genutzt. Um 1925 wurde bei einer Ausgrabung ein Teil eines Kapitells als Rest einer Säule gefunden. Es war mit einem von Blättern umrahmten Löwenkopf verziert. Ab 1912 lieferte das Hotel zur Klostermühle Strom, in der Zeit der DDR wurde es als Ferienheim der Deutschen Reichsbahn betrieben. Seit Anfang der 90er Jahre ungenutzt befindet es sich im Verfall.
Nahe der Ortslage bestand die denkmalgeschützte Selkebrücke an der Klostermühle. Sie wurde jedoch 2016 durch einen Neubau ersetzt.